# كم جونغ تشول
كم جونغ تشول (بالهانغل: 김정철، وبالهانجا: 金正哲) هو ابن كم جونغ إل قائد كوريا الشمالية السابق، والأخ الأكبر لِكم جونغ أون القائد الحالي لكوريا الشمالية، والأخ الأصغر غير الشقيق لِكم جونغ نام. عُيِّن نائباً لرئيس قسم القيادة في حزب العمال الكوري في 2007.